# Municipio de Bennington (Illinois)
El municipio de Bennington (en inglés: Bennington Township) es un municipio ubicado en el condado de Marshall en el estado estadounidense de Illinois. En el año 2010 tenía una población de 1669 habitantes y una densidad poblacional de 17,89 personas por km².

## Geografía
El municipio de Bennington se encuentra ubicado en las coordenadas 40°58′14″N 89°6′16″O / 40.97056, -89.10444. Según la Oficina del Censo de los Estados Unidos, el municipio tiene una superficie total de 93.28 km², de la cual 93.28 km² corresponden a tierra firme y (0%) 0 km² es agua.

## Demografía
Según el censo de 2010, había 1669 personas residiendo en el municipio de Bennington. La densidad de población era de 17,89 hab./km². De los 1669 habitantes, el municipio de Bennington estaba compuesto por el 92.39% blancos, el 0.54% eran afroamericanos, el 0.3% eran amerindios, el 0.36% eran asiáticos, el 0.12% eran isleños del Pacífico, el 4.73% eran de otras razas y el 1.56% pertenecían a dos o más razas. Del total de la población el 7.31% eran hispanos o latinos de cualquier raza.